# 広島県道379号坪生福山線
広島県道379号坪生福山線（ひろしまけんどう379ごう つぼうふくやません）は、広島県福山市を通る一般県道である。

## 概要
福山市坪生町6丁目から福山市奈良津（ならづ）町3丁目に至る。

### 路線データ
- 起点：福山市坪生町6丁目（岡山県道・広島県道3号井原福山港線交点）
- 終点：福山市奈良津町3丁目（福山北消防署前交差点、国道313号交点）
- 実延長：8.7 km

## 歴史
- 1960年（昭和35年）10月10日 - 広島県告示第682号により広島県道246号坪生福山線として認定される。
- 1962年（昭和37年）1月1日 - 深安郡深安町が福山市に編入されたことに伴い、起点の地名表記が深安郡深安町坪生から福山市大門町坪生に変更される。
- 1965年（昭和40年）1月1日 - 福山市大門町が深安郡深安町成立（1955年（昭和30年）3月31日）以前の村（大津野（大門）・春日・坪生）ごとに町を分割設定することになり、起点の地名表記が福山市大門町坪生から福山市坪生町に変更される。
- 1972年（昭和47年）11月1日 - 広島県の県道番号再編により広島県道379号坪生福山線になる。
- 1985年（昭和60年）11月25日 - 住居表示実施により終点の地名表記が変更される（福山市奈良津町→福山市奈良津町3丁目）。
- 1993年（平成5年）5月11日 - 建設省から、県道坪生福山線の一部を神辺大門線として主要地方道に指定される[1]。
- 1994年（平成6年）4月1日 - 広島県道76号神辺大門線認定に伴う広島県道・岡山県道101号平野笠岡線廃止（1994年4月1日広島県告示第408号の2および岡山県告示第251号による）に伴い同路線の広島県道76号神辺大門線に編入されなかった部分を編入したため起点が福山市坪生町・坪生町北交差点から現在地に変更される[2]。

## 路線状況
福山市坪生町2丁目 - 福山市春日町3丁目間および福山市西深津町6丁目 - 福山市奈良津町3丁目（終点・国道313号交点）間は井笠バス.Cの路線バスが走っている狭隘箇所である。今のところ積極的な改良の計画はなく、特に前者はバイパス計画が以前あったが区画整理事業の頓挫などで消滅状態にある。
岡山県道・広島県道3号井原福山港線交点（起点） - 福山市春日町間は、並行する山陽自動車道の側道が、迂回路として一般的に利用されている。しかし、二車線道路とはいえ道路規格が農道のため低く、路肩が狭い上、路肩には電柱がある。しかも側溝には蓋の無い箇所がほとんど。また高速道路の側道であることでアップダウンや見通しの悪い交差点が多い。
福山市西深津町6丁目 - 福山市奈良津町3丁目（終点・国道313号交点）間は、福山市道が迂回路として一般的に利用されている。しかし、国道313号方向への三吉町北交差点を先頭にした渋滞が激しい。
広島県道3号井原福山港線上の案内標識を見ると本路線の県道番号が消去されているが、これは本路線の起点から少し南下したところで岡山県道377号山口押撫線が分岐しており、紛らわしいという苦情が出たためである。岡山県道377号山口押撫線の入口には、交差点案内標識があり、行先表示が「新賀」となっているが、狭隘区間や通行不能区間（備南街道こと広域農道備南地区北線（笠岡市道D647号東大戸有田線）が迂回路となる）があって使い物になっているとはいいがたい状態にあるので消去する意味があったのか疑わしい。

### 通称
- 春日通り（福山市道部分（将来はバイパス）を含めた春日池公園 - 福山市西深津町6丁目間の都市計画道路部分）

### 重複区間
- 広島県道76号神辺大門線（福山市坪生町5丁目・坪生町北交差点 - 福山市坪生町4丁目・坪生町交差点）

### 並行する旧街道
- 笠岡往来 （旧い鴨方往来）

## 地理

### 通過する自治体
- 福山市

### 交差する道路
| 交差する道路                        | 交差する場所  | 交差する場所                |
| ----------------------------------- | ------------- | --------------------------- |
| 岡山県道・広島県道3号井原福山港線   | 坪生町6丁目   | 起点                        |
| 広島県道76号神辺大門線 重複区間起点 | 坪生町5丁目   | 坪生町北交差点              |
| 広島県道76号神辺大門線 重複区間終点 | 坪生町4丁目   | 坪生町交差点                |
| 国道182号 国道314号 重複            | 南蔵王町5丁目 | 広尾交差点                  |
| 国道313号                           | 奈良津町3丁目 | 福山北消防署前交差点 / 終点 |

### 沿線
- 福山東警察署
  - 坪生駐在所
  - 春日交番
  - 蔵王交番
- 福山市立坪生小学校
- 福山市立坪生幼稚園
- 福山市立春日小学校
- 春日郵便局
- 広島大学附属福山中学校・高等学校
- ゆめタウン蔵王
- 蔵王郵便局
- 春日池 - 瀬戸池・服部大池と同時期（江戸時代初頭）に築造された大規模なため池。
- 蔵王山 - 福山市街地北東にそびえる標高225.5 mの山。南側にはテレビ・ラジオの中継局がある。
- 近畿中国四国農業研究センター
- 福山市立中央中学校
- 福山市消防局北消防署
- 福山衝上断層奈良津露頭